# Kōji Yakusho
Kōji Yakusho (jap. 役所広司 Yakusho Kōji), właściwie Kōji Hashimoto (jap. 橋本 広司 Hashimoto Kōji) (ur. 1 stycznia 1956 w Isahayi) – japoński aktor filmowy i telewizyjny.

## Życiorys
Urodził się w Isahaya jako najmłodszy z pięciorga braci. W 1974 r., po ukończeniu prefekturalnego liceum o profilu technicznym, zatrudnił się w tokijskiej dzielnicy Chiyoda jako pracownik biurowy. Wtedy też przyjął pseudonim sceniczny Yakusho (jap. „urząd publiczny" lub „wszechstronność aktorska"). Dwa lata później zobaczył sztukę opracowaną na podstawie Na dnie Gorkiego, co zainspirowało go do zostania aktorem. Wiosną 1978 r. został przyjęty do szkoły aktorskiej Mumeijuku, gdzie poznał aktorkę Saeko Kawatsu, z którą wziął ślub w 1982 r. Trzy lata później urodził się ich syn.

## Kariera aktorska
W 1983 r. otrzymał rolę Nobunagi Ody w realizowanym przez telewizję NHK serialu dramatycznym pt.: Tokugawa Ieyasu, który przyniósł mu sławę. Zagrał również w realizowanym w latach 1984–1985 serialu zatytułowanym: Miyamoto Musashi. Przez kilka lat wcielał się również w rolę Shinnosuke Kūjiego, jednego z głównych bohaterów jidai-geki pt.: Sambiki ga kiru!
Sławę na Zachodzie przyniosły mu m.in. role w filmach: Zatańcz ze mną (Shall we dance?), który w roku 2004 został zaadaptowany przez Amerykanów, Babel i Wyznania gejszy.

## Wybrana filmografia
- 1985: Tampopo
- 1996: Zatańcz ze mną (Shall we dansu?)
- 1997: Węgorz (Unagi)
- 1999: Charyzma (Karisuma)
- 2000: Eureka (Yurīka)
- 2000: Człowiek zwany Dora-heita (Dora-heita)
- 2001: Puls (Kairo)
- 2001: Ciepła woda pod czerwonym mostem (Akai hashi-no shita-no nurui mizu)
- 2003: Rzeka światła (Hotaru-no hoshi)
- 2005: Wyznania gejszy (Memoirs of Geisha)
- 2005: Lorelei: Ostatni u-boot (Lorelei: The Witch of Pacific Ocean)
- 2006: Babel
- 2007: Jedwab (Silk)
- 2010: 13 zabójców (Jūsan-nin no shikaku)
- 2015: Bakemono no ko (głos)
- 2023: Perfect Days